# ماجراهای لومکس
«ماجراهای لومکس» (انگلیسی: The Adventures of Lomax) یک بازی ویدئویی در سبک سکوبازی است که توسط  SCE Studio Liverpool  و در سال ۱۹۹۶ و در پلت‌فرم‌های مایکروسافت ویندوز و پلی‌استیشن منتشر شده‌است.